# ÖHB-Pokal der Frauen 2011/12
Der ÖHB-Cup der Frauen 2011/12 war die 25. Austragung des österreichischen Hallenhandball-Pokalwettbewerbs. Titelverteidiger waren die Damen von Hypo Niederösterreich, die den Pokal auch im Endspiel gegen die Mannschaft des ZV Wiener Neustadt erfolgreich verteidigen konnten.

## Teilnehmende Mannschaften
Teilnahmeberechtigt am ÖHB-Pokal waren die zwölf Mannschaften der Women Handball Austria (nicht teilgenommen haben die zweite Mannschaft von Hypo Niederösterreich und der Absteiger UHC Stockerau), sieben Mannschaften der zweitklassigen Handball-Bundesliga Frauen sowie ein Landesvertreter. Es spielten also 18 Vereine um den Pokal 2011/12.

## Turnier

### Erste Runde
| Datum      | Mannschaft 1    | Mannschaft 2          | Ergebnis |
| ---------- | --------------- | --------------------- | -------- |
| 04.11.2011 | ATV Trofaiach   | Perchtoldsdorf Devils | 28:16    |
| 12.11.2011 | WAT Atzgersdorf | UHC Eggenburg         | 39:23    |

### Achtelfinale
| Datum      | Begegnung                                      | Ergebnis |
| ---------- | ---------------------------------------------- | -------- |
| 27.11.2011 | WAT Atzgersdorf - SSV Dornbirn/Schoren         | 29:18    |
| 07.01.2012 | SG Kärnten - MGA Fivers                        | 39:27    |
| 14.01.2012 | SPG UHI Tirol - UHC Tulln                      | 35:38    |
| 14.01.2012 | SG Murpiraten Graz - ZV Wiener Neustadt        | 19:30    |
| 14.01.2012 | SSV Dornbirn/Schoren II - DHC WAT Fünfhaus     | 13:30    |
| 15.01.2012 | ATV Trofaiach - Union St. Pölten               | 26:18    |
| 15.01.2012 | HC BW Feldkirch - Union Korneuburg             | 22:29    |
| 15.01.2012 | SG UHC Landhaus/WAT 21 - Hypo Niederösterreich | 8:40     |

### Viertelfinale
| Datum      | Begegnung                                | Ergebnis |
| ---------- | ---------------------------------------- | -------- |
| 01.02.2012 | Hypo Niederösterreich - Union Korneuburg | 36:20    |
| 19.02.2012 | ATV Trofaiach - UHC Tulln                | 27:23    |
| 25.02.2012 | WAT Atzgersdorf - ZV Wiener Neustadt     | 21:38    |
| 25.02.2012 | SG Kärnten - WAT Fünfhaus                | 34:15    |

### Halbfinale
| Datum      | Begegnung                          | Ergebnis |
| ---------- | ---------------------------------- | -------- |
| 14.03.2012 | SG Kärnten - Hypo Niederösterreich | 24:31    |
| 17.03.2012 | ATV Trofaiach - ZV Wiener Neustadt | 18:41    |

### Finale
Das Finalspiel wurde gemeinsam mit dem Pokal-Final-Spiel der Männer in der Sporthalle Hollgasse in Wien ausgetragen.
| Datum      | Begegnung                                  | Ergebnis |
| ---------- | ------------------------------------------ | -------- |
| 14.04.2012 | Hypo Niederösterreich - ZV Wiener Neustadt | 46:19    |

Der Pokalsieg gegen Wiener Neustadt war für Hypo Niederösterreich gleichzeitig der 25. Cup-Erfolg in Serie seit seiner Einführung in der Saison 1987/88.